# Нововодолажский поселковый совет
Нововодолажский поселковый совет — входит в состав 
Нововодолажского района Харьковской области
Украины.
Административный центр поселкового совета находится в 
пгт Новая Водолага.

## История
- 1938 — дата образования.

## Населённые пункты совета
- пгт Новая Водолага
- село Новоселовка

### Ликвидированные населённые пункты
- село Запорожское
- село Зеленый Гай
- село Иваненки
- село Червоносов